# دونغ هيون كيم
دونغ هيون كيم (الكورية: 김동현) هو مشارك تلفزيون الواقع ‏ كوري جنوبي، ولد في 17 نوفمبر 1981 في سوون في كوريا الجنوبية.

## وصلات خارجية
- دونغ هيون كيم على موقع يو إف سي (الإنجليزية)
- دونغ هيون كيم على موقع شيردوغ (الإنجليزية)